# Scybalista acutalis
Scybalista acutalis är en fjärilsart som beskrevs av William Warren 1891. Scybalista acutalis ingår i släktet Scybalista och familjen Crambidae. Inga underarter finns listade i Catalogue of Life.